# Zapylak fioletowy
Zapylak fioletowy (Campylopterus hemileucurus) – gatunek małego ptaka z rodziny kolibrowatych (Trochilidae). Zasiedla Amerykę Centralną i południowy Meksyk.

## Podgatunki i zasięg występowania
Wyróżnia się dwa podgatunki C. hemileucurus:
- C. h. hemileucurus (Deppe, 1830) – południowy Meksyk do południowo-środkowej Nikaragui
- C. h. mellitus Bangs, 1902 – Kostaryka i zachodnia Panama

## Morfologia
- długość ciała: 15,2 cm[6]
- długość skrzydła: 8,3 cm[6]
- masa ciała[7]
  - samce: 11,8 g
  - samice: 9,5 g

Jest to największy koliber Ameryki Centralnej. Występuje dymorfizm płciowy. U samca dolne części ciała i brzuch są ciemnofioletowe lub niebieskie, a po stronie grzbietowej ciemnozielone lub czarne. Samice na spodzie ciała są zielonkawe, na wierzchu czarne. U obu płci występuje fioletowe gardło. Ogon jest czarny z białym zakończeniem. Pióra mają fioletową lub granatową opalizację. Dziób długi i zagięty.

## Środowisko
Środowiskiem życia tego gatunku są nadbrzeżne zbocza górskie, lasy w głębi lądu i tropikalne łąki, ale spotykany jest także na obrzeżach lasów, plantacjach bananów czy w ogrodach z kwiatami. Nie migruje, ponieważ pożywienie jest dostępne cały rok i są dostępne dobre miejsca do lęgów. W Meksyku spotykany jest głównie na wysokości 500–2000 m n.p.m., a w Kostaryce 1500–2400 m n.p.m., choć poza sezonem lęgowym schodzi też na niższe wysokości.

## Pożywienie
Podobnie jak większość kolibrów żywi się nektarem, ale i owadami, jak muchówki, pająki, błonkoskrzydłe, chrząszcze i inne małe stawonogi. Nektar pobiera najchętniej z jasno ubarwionych kwiatów, szczególnie z rodzaju Marcgravia, największe zainteresowanie wykazują kwiatami czerwonymi i żółtymi. W trakcie sezonu lęgowego często latają nad strumieniami, łapiąc komary. Ta technika jest pospolita u wszystkich kolibrów.

## Rozród
Campylopterus hemileucurus wyprowadza 2 lęgi w sezonie trwającym w porze deszczowej, od maja do sierpnia. Rola samca w zasadzie ogranicza się do zalotów i kopulacji. Samica buduje gniazdo na gałęzi krzewu lub drzewa, zwykle nad strumieniem. Zazwyczaj składa 2 jaja, a inkubacja trwa 20–21 dni. Pisklęta po wykluciu ważą 1,05–1,17 g. Po 11 lub 12 dniach uzyskują właściwą dla dorosłych osobników masę, a po 22–24 dniach są w pełni opierzone. Samica opiekuje się młodymi, które żywią się pająkami. Wiek umożliwiający rozród, długość życia i wielkość terytorium nie są znane.

## Status
Międzynarodowa Unia Ochrony Przyrody (IUCN) uznaje zapylaka fioletowego za gatunek najmniejszej troski (LC – least concern) nieprzerwanie od 1988 roku. Liczebność populacji według szacunków organizacji Partners in Flight z 2019 roku mieści się w przedziale 50–500 tysięcy dorosłych osobników, a jej trend jest umiarkowanie spadkowy.